# Comuna Vozsiatske, Ielaneț
Vozsiatske (în ucraineană Возсіятське) este o comună în raionul Ielaneț, regiunea Mîkolaiiv, Ucraina, formată din satele Kovalivka și Vozsiatske (reședința).

## Demografie
Componența lingvistică a comunei Vozsiatske
     Ucraineană (93,5%)
     Rusă (2,76%)
     Română (1,34%)
     Alte limbi (0,39%)
Conform recensământului din 2001, majoritatea populației comunei Vozsiatske era vorbitoare de ucraineană (93,5%), existând în minoritate și vorbitori de rusă (2,76%), armeană (1,87%) și română (1,34%).